# Мецвединг
Метсвединг (англ. Metsweding) — бывший район в провинции Гаутенг, ЮАР. Существовал с 5 декабря 2000 года по 18 мая 2011 года, после чего был включён в состав метрополиса Цване. Административный центр располагался в Бронкхорстспруите.

## Этимология
Название происходит из языка сетсвана и означает «источник». Символизирует:
1. Источник знаний для жителей
2. Ссылку на водохранилище Бронкхорстспруит

## Административное деление
В состав района входили 2 местных муниципалитета:
- Нокенг-ца-Таэмане
- Кунгвини

## Демография
По данным переписи 2001 года:
| Язык       | Число носителей | Доля    |
| ---------- | --------------- | ------- |
| Ндебеле    | 32 537          | 20,11 % |
| Африкаанс  | 30 906          | 19,24 % |
| Сепеди     | 29 768          | 18,51 % |
| Зулусский  | 26 357          | 16,59 % |
| Сесото     | 9 574           | 5,94 %  |
| Сетсвана   | 7 474           | 4,65 %  |
| Тсонга     | 7 272           | 4,49 %  |
| Английский | 5 390           | 3,36 %  |
| Сисвати    | 4 958           | 3,10 %  |
| Исикоса    | 3 644           | 2,26 %  |
| Тшивенда   | 1 698           | 1,04 %  |
| Другие     | 1 165           | 0,72 %  |